# The Best of Kombi (album 1991)
The Best of Kombi – studyjny album zespołu Kombi z 1991 roku. Album zawiera znane utwory zespołu nagrane w nowych aranżacjach.

## Lista utworów
1. „Wspomnienia z pleneru” – 3:48
2. „Hotel twoich snów” – 4:27
3. „Przytul mnie” – 4:14
4. „Królowie życia” – 4:37
5. „Taniec w słońcu” – 4:09
6. „Linia życia” – 4:09
7. „Nie ma zysku” – 4:08
8. „Jej wspomnienie” – 4:11
9. „Kochać cię – za późno” – 4:13
10. „Słodkiego, miłego życia” – 5:02
11. „Za ciosem cios” – 4:14
12. „Czekam wciąż” – 4:30
13. „Black and White” – 3:53
14. „Nasze rendez-vous” – 5:15
15. „Nietykalni - skamieniałe zło” – 4:07
16. „Pamiętaj mnie” – 3:54

## Skład
- Sławomir Łosowski – instrumenty klawiszowe, programowanie, produkcja
- Grzegorz Skawiński – gitara, śpiew
- Waldemar Tkaczyk – gitara basowa